# Princidium punctulatum punctulatum
Princidium punctulatum punctulatum é uma subespécie de insetos coleópteros pertencente à família Carabidae.
A autoridade científica da subespécie é Drapiez, tendo sido descrita no ano de 1821.
Trata-se de uma subespécie presente no território português.